# Rennspiel

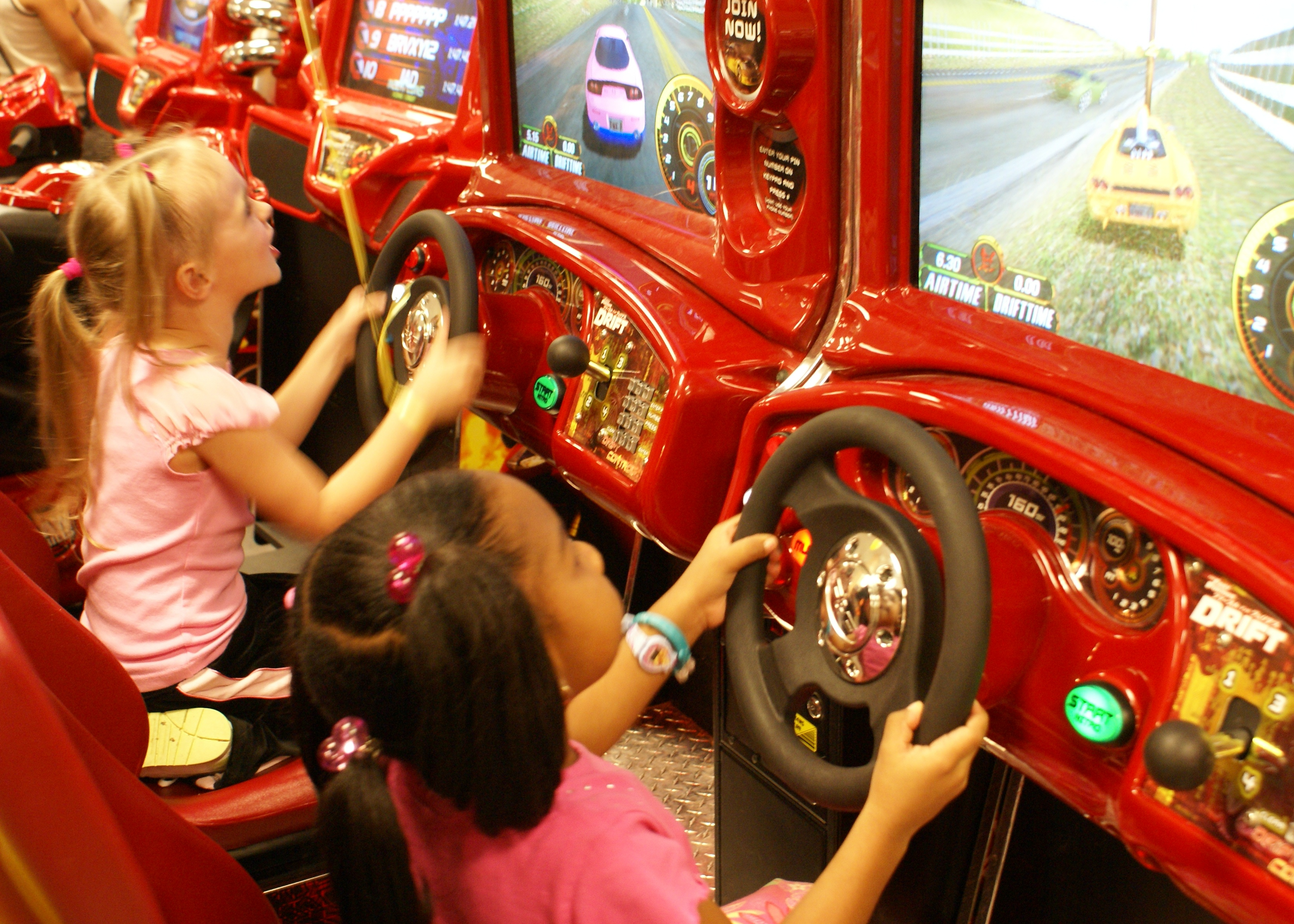
Kinder spielen Rennspiele an Arcade-Automaten

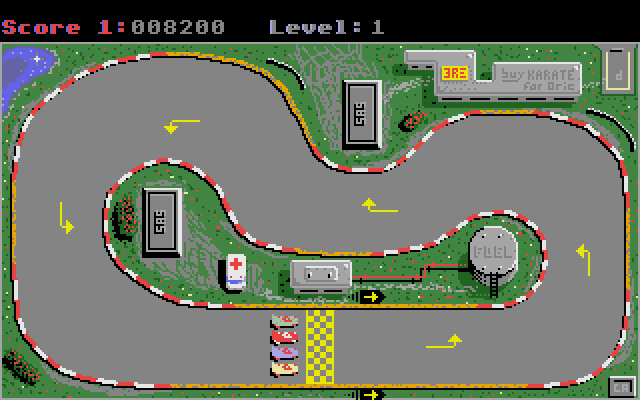
Ein Rennspiel aus der Vogelperspektive, hier Turbo GT für den Atari ST, einem Clone von Super Sprint

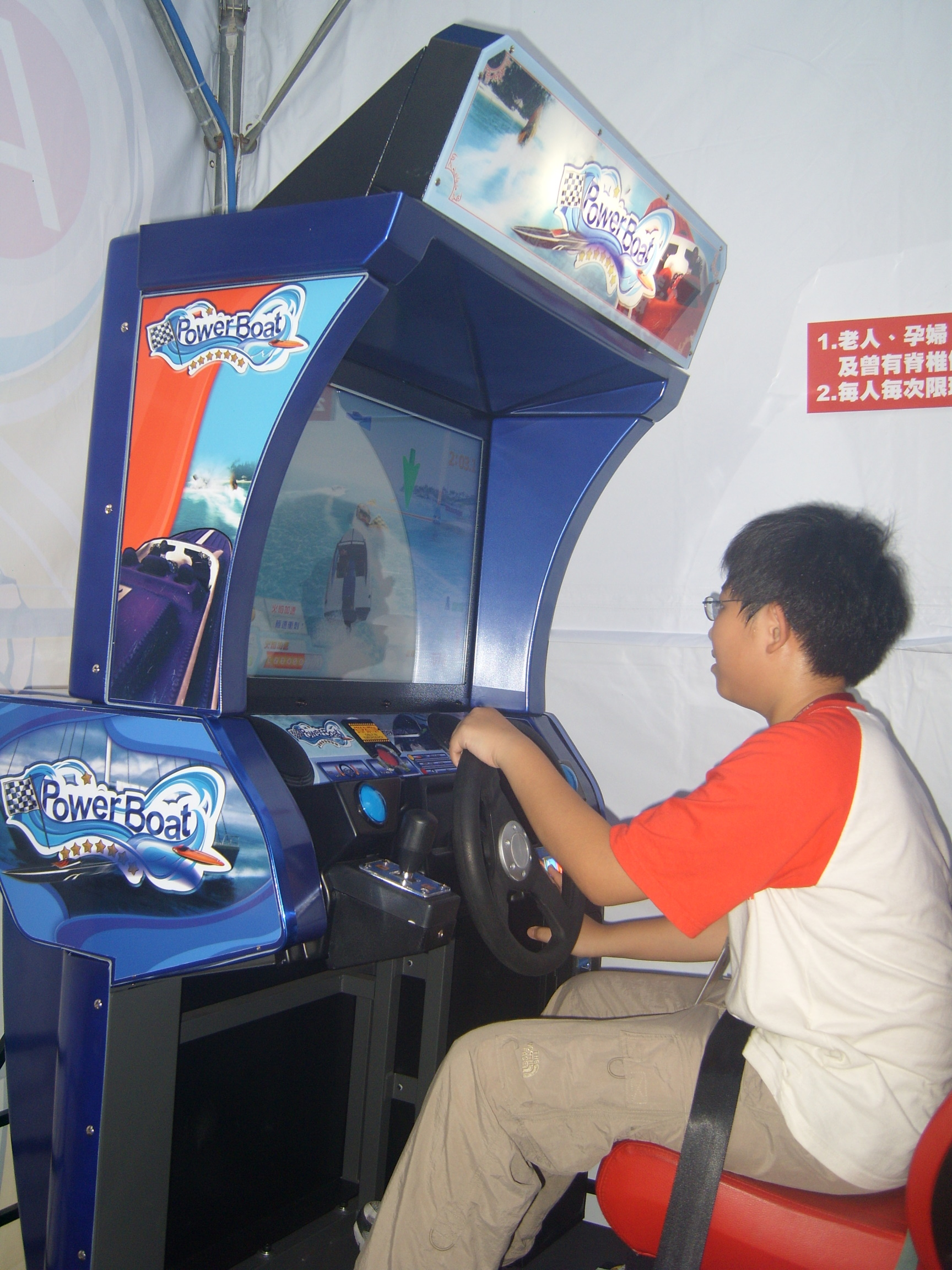
Ein Wassersport-Rennspiel, Power Boat

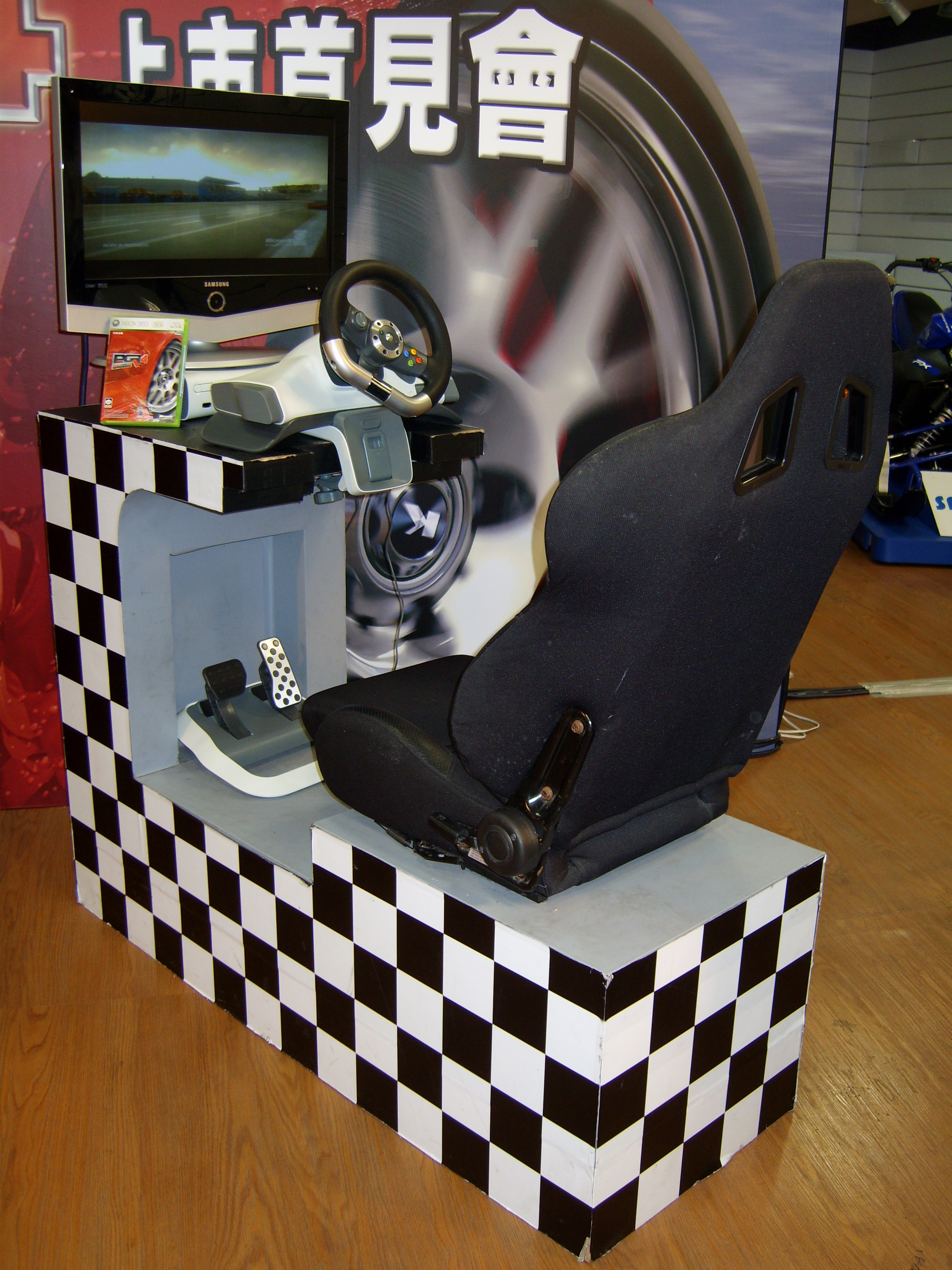
PGR4 an einer Xbox 360

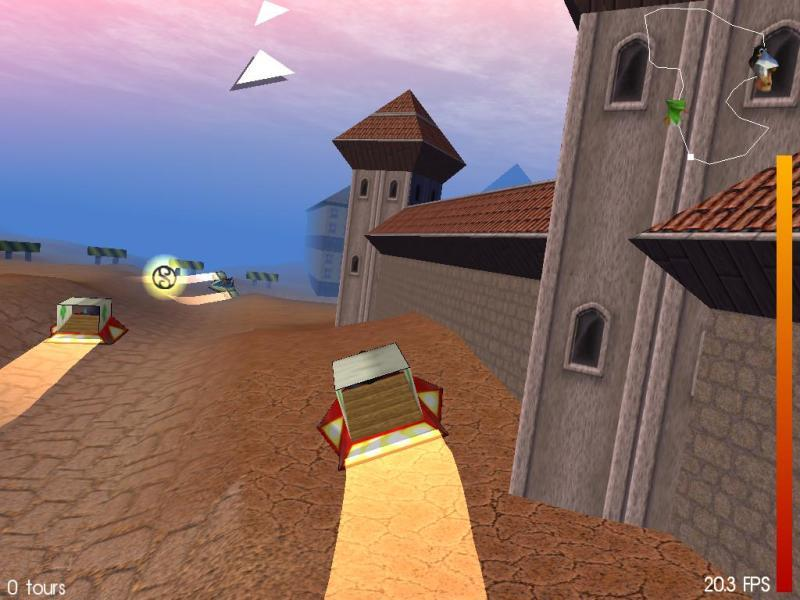
Slune, ein Rennspiel in Cel-Shading-Optik mit HIV/AIDS in Afrika als Thema

Ein Rennspiel ist ein Computerspiel-Genre, bei dem es darum geht, eine vorgegebene Strecke (oftmals einen Rundkurs) mit einem Fahrzeug oder einem anderen Fortbewegungsmittel zu befahren. Sieger ist dabei meist der Spieler, der das Ziel zuerst erreicht, beziehungsweise die erforderliche Zahl von Runden zuerst zurückgelegt hat.

## Varianten
Man unterscheidet bei Rennspielen grob zwischen zwei verschiedenen Varianten: Bei einem sogenannten Fun-Racer liegt die Priorität vor allem auf dem Spaß des Spielers, Realitätsnähe und Glaubwürdigkeit rücken eher in den Hintergrund. Beispielsweise sind hier häufig extreme Geschwindigkeiten, unrealistisches Fahrverhalten, Waffen oder Items (Gegenstände) anzutreffen. Sie sind oft Arcade-Spielen nachempfunden und benötigen nur eine kurze Eingewöhnungszeit. Beispiele sind F-Zero, Mario Kart, TrackMania oder Wipeout.
Bei Rennsimulationen wird hingegen versucht, dem Spieler eine möglichst wirklichkeitsgetreue Welt zu simulieren. Dabei werden das Fahrverhalten und die technische Daten der Fahrzeuge von echten Vorbildern imitiert, oft sind auch die Strecken im Spiel originalen, real existierenden Strecken nachempfunden. Diese Spiele benötigen häufig eine lange Eingewöhnungszeit, obwohl es heutzutage üblich ist, Fahrhilfen aktivieren zu können. Beispiele für Rennsimulationen sind die Teile der Grand-Prix-Serie, Grand Prix Legends, GTR, Gran Turismo oder Live for Speed.
Unterteilen kann man Rennspiele ferner nach Darstellungsart (Vogelperspektive, 2D-Ansicht, 3D-Ansicht) und nach Art der Fahrzeuge. Wie auch bei anderen Genres gibt es auch hier Überschneidungen mit verwandten und nicht verwandten Genres. Neben Rennsimulationen existieren beispielsweise auch Verkehrs- bzw. Fahrsimulationen und Spiele mit Shoot-’em-up-Anteilen, sogenannte „Vehicular-combat“, bei denen während der Fahrt auf Gegner geschossen wird. Weiterhin gibt es Rennspielanteile auch in Mazes, in Rollenspielen oder als (Wasser-)Sportspiel. Manche einfache Spiele, in denen man z. B. nur ausweichen muss, werden meist als Geschicklichkeitsspiele bezeichnet.
Die Perspektive kann bei vielen 3D-Spielen umgeschaltet werden, wie vollständige Egoperspektive, Egoperspektive mit Teilansicht des eigenen Fahrzeugs bzw. Cockpits, Verfolgerperspektive, Ansicht nach hinten, Hubschrauberperspektive und teils weitere.

## Fortbewegungsmittel
Bei Rennspielen sind zumeist Renn- oder Rallyeautos zu steuern, weitere Fahrzeuge wie Karts oder Motorräder sind ebenfalls verbreitet. Seltener zu steuern sind LKWs, Fahrräder, Schiffe, Tiere (z. B. Sonic) oder auch futuristische Fahrzeuge, die meist schnell geflogen werden.

## Mehrspieler-Rennspiele
Bei Spielkonsolen ist bei gleichzeitigem Spielen ein vertikaler Split Screen verbreitet, in Spielhallen gibt es in der Regel Geräte mit mehreren Sitzen und Monitoren, oft zwei oder vier.
1975 erschien mit Indy 800 von Kee Games (Atari) ein Spiel für gleichzeitig acht Spieler. Es war zudem das erste Videospiel mit vollständiger Farbgrafik.

## Geschichte der Rennspiele
Eines der ersten Video-Rennspiele war 1974 das Atari-Arcade-Spiel Gran Trak 10 aus der Vogelperspektive. Dieses Spielprinzip wurde in den 1970er- und 1980er-Jahren auch auf Konsolen und Heimcomputer umgesetzt. Zuvor gab es elektro-mechanische Spielautomaten. Anfang der 1970er Jahre produzierte Evan & Sutherland für Volkswagen eine frühe 3D-Fahrsimulationen, noch in Schwarz-Weiß und mit Vektorgrafik (s. PDF-Weblinks). Als erste kommerzielle 3D-Rennsimulation bei Videospielen gilt jedoch Night Driver (Atari, 1976). Ebenfalls 1976 erschien von Exidy mit Death Race eines der ersten kontroversen Videospiele.
Als erstes moderne 3D-Rennspiel mit Farbgrafik gilt Pole Position (Namco, 1982), das aufgrund des Ablaufs eher zu den Rennsimulationen zählt. 1986 wurde mit Out Run Force Feedback eingeführt. Weitere bekannte Spiele der 1980er Jahre waren unter anderem Rally-X (Namco, 1980, Maze), Spy Hunter (Bally Midway, 1983, Vehicular Combat), Chase H.Q. (Taito, 1988, Action/Spionage) und die Test-Drive-Serie (Accolade, 1987, Fahrsimulation). Die Grafik, der Sound und weitere Elemente wurden durch Auftreten der 16-Bit-Konsolen und -Heimcomputer Ende der 1980er Jahre, z. B. den Amiga ständig verbessert.
In den 1990er-Jahren erschienen weiterhin realistische Rennsimulationen, aber auch mit Super Mario Kart (Nintendo, 1992) der erste Fun-Racer. Weitere bekannte Spiele, zumeist Serien des Jahrzehnts, waren Virtua Racing (Sega, 1992, Formel 1), Ridge Racer (Namco, 1993), Need for Speed (Electronic Arts, 1994), Bleifuss (Virgin, 1995), Gran Turismo (Polyphony Digital, 1997, Simulation), Colin McRae Rally (Codemasters, 1998) und Autobahn Raser (Davilex, 1998).
In den 2000er Jahren wurden viele erfolgreiche Serien fortgesetzt. Bekannte Spiele waren Midnight Club und die Grand-Theft-Auto-Serie. Ab Ende der 1990er Jahre setzten sich verstärkt futuristische Rennspiele, Truck- und Offroad-Simulationen, auch als freie Spiele, durch.
Ab Ende der 2000er etablierten sich auch Browserspiele, ein außergewöhnliches Beispiel stellt Pyongyang Racer da.